# IC 1091
IC 1091 — галактика типу SBb (компактна витягнута галактика) у сузір'ї Терези.
Цей об'єкт міститься в оригінальній редакції індексного каталогу.